# ضریب یوفا
در فوتبال اروپا، ضریب یوفا برای رتبه‌بندی و تقسیم‌بندی تیم‌ها در مسابقات بین‌المللی استفاده می‌شود. ضرایب از زمان معرفی در سال ۱۹۷۹، توسط یوفا، که اداره کننده فوتبال در اروپا است، محاسبه می‌شوند.
برای مسابقات مردان سه نوع مختلف از پوزیشن محاسبه می‌شود:
- ضریب تیم ملی: در مسابقات مقدماتی و نهایی جام ملت‌های اروپا، برای رتبه‌بندی و گروه‌بندی تیم‌های ملی حاضر در مسابقات استفاده می‌شود.
- ضریب کشور: برای رتبه‌بندی عملکرد جمعی باشگاه‌های هر فدراسیون، و برای اختصاص تعداد باشگاه‌های حاضر در لیگ قهرمانان اروپا و لیگ اروپا استفاده می‌شود.
- ضریب باشگاه: برای رتبه‌بندی و گروه‌بندی باشگاه‌ها در لیگ قهرمانان اروپا و لیگ اروپا استفاده می‌شود.

در حالیکه در این مقاله مورد بحث قرار نگرفته، ضرایب برای رقابت‌های بانوان از جمله لیگ قهرمانان اروپای زنان و همچنین برای مسابقات جوانان از جمله جام ملت‌های اروپا فوتبال زیر ۲۱ سال به شیوه‌ای مشابه محاسبه می‌شود.

## ضریب تیم ملی مردان
ضریب تیم ملی یوفا، توسط یوفا و براساس نتایج نهایی هر کدام از تیم‌های ملی فوتبال عضو یوفا، در مسابقات مقدماتی جام جهانی یا مقدماتی قهرمانی اروپا، محاسبه می‌شود.
هدف از محاسبه ضرایب، ایجاد رتبه‌بندی رسمی یوفا، به‌عنوان معیاری برای استفاده در سیدبندی کشورهای اروپایی در هنگام قرعه‌کشی گروه‌های مقدماتی و گروه‌های نهایی مسابقات قهرمانی اروپا است. پیش از این، تا سال ۲۰۰۶، از ضریب تیم ملی یوفا برای قرعه کشی گروه‌های مقدماتی جام جهانی در اروپا نیز استفاده می‌شد، در حالیکه قرعه‌کشی گروه‌های دور نهایی مسابقات جام جهانی، همواره بر اساس رده‌بندی جهانی رسمی فیفا انجام می‌شد. یوفا با درخواست فیفا، استفاده از ضرایب تیم ملی یوفا برای قرعه‌کشی گروه‌های مقدماتی جام جهانی را متوقف کرد، تا فقط از رده‌بندی رسمی فیفا برای کلیه قرع‌کشی‌های مربوط به مسابقات جام جهانی استفاده کند.

## رتبه‌بندی باشگاه‌ها
رتبه‌بندی ۲۵ باشگاه برتر اروپا در زیر آمده‌است.
| رتبه | رتبه | رتبه    | باشگاه          | فدراسیون | ضریب    | ضریب    | ضریب    | ضریب    | ضریب    | ضریب    | ضریب     |
| ۲۰۲۰ | ۲۰۱۹ | تغییرات | باشگاه          | فدراسیون | ۲۰۱۵–۱۶ | ۲۰۱۶–۱۷ | ۲۰۱۷–۱۸ | ۲۰۱۸–۱۹ | ۲۰۱۹–۲۰ | مجموع   | سهم کشور |
| ---- | ---- | ------- | --------------- | -------- | ------- | ------- | ------- | ------- | ------- | ------- | -------- |
| ۱    | ۱    | —       | رئال مادرید     | اسپانیا  | ۳۳٫۰۰۰  | ۳۳٫۰۰۰  | ۳۲٫۰۰۰  | ۱۹٫۰۰۰  | ۱۷٫۰۰۰  | ۱۳۴٫۰۰۰ | ۱۹٫۵۴۲   |
| ۲    | ۲    | —       | بارسلونا        | اسپانیا  | ۲۶٫۰۰۰  | ۲۳٫۰۰۰  | ۲۵٫۰۰۰  | ۳۰٫۰۰۰  | ۱۹٫۰۰۰  | ۱۲۳٫۰۰۰ | ۱۹٫۵۴۲   |
| ۳    | ۳    | —       | بایرن مونیخ     | آلمان    | ۲۹٫۰۰۰  | ۲۲٫۰۰۰  | ۲۹٫۰۰۰  | ۲۰٫۰۰۰  | ۲۱٫۰۰۰  | ۱۲۱٫۰۰۰ | ۱۳٫۶۹۹   |
| ۳    | ۴    | ۱+      | اتلتیکو مادرید  | اسپانیا  | ۲۸٫۰۰۰  | ۲۹٫۰۰۰  | ۲۸٫۰۰۰  | ۲۰٫۰۰۰  | ۱۶٫۰۰۰  | ۱۲۱٫۰۰۰ | ۱۹٫۵۴۲   |
| ۵    | ۵    | —       | یوونتوس         | ایتالیا  | ۱۸٫۰۰۰  | ۳۳٫۰۰۰  | ۲۳٫۰۰۰  | ۲۱٫۰۰۰  | ۲۰٫۰۰۰  | ۱۱۵٫۰۰۰ | ۱۳٫۳۰۲   |
| ۶    | ۶    | —       | منچستر سیتی     | انگلیس   | ۲۶٫۰۰۰  | ۱۸٫۰۰۰  | ۲۲٫۰۰۰  | ۲۵٫۰۰۰  | ۱۹٫۰۰۰  | ۱۱۰٫۰۰۰ | ۱۷٫۲۹۲   |
| ۷    | ۸    | ۱+      | پاری سن ژرمن    | فرانسه   | ۲۴٫۰۰۰  | ۲۰٫۰۰۰  | ۱۹٫۰۰۰  | ۱۹٫۰۰۰  | ۲۰٫۰۰۰  | ۱۰۲٫۰۰۰ | ۱۱٫۲۱۶   |
| ۸    | ۱۱   | ۳+      | لیورپول         | انگلیس   | ۲۲٫۰۰۰  | ۰٫۰۰۰۱  | ۳۰٫۰۰۰  | ۲۹٫۰۰۰  | ۱۸٫۰۰۰  | ۹۹٫۰۰۰  | ۱۷٫۲۹۲   |
| ۹    | ۹    | —       | آرسنال          | انگلیس   | ۱۵٫۰۰۰  | ۱۹٫۰۰۰  | ۲۱٫۰۰۰  | ۲۶٫۰۰۰  | ۸٫۰۰۰   | ۸۹٫۰۰۰  | ۱۷٫۲۹۲   |
| ۱۰   | ۱۸   | ۸+      | منچستر یونایتد  | انگلیس   | ۱۳٫۰۰۰  | ۲۶٫۰۰۰  | ۲۰٫۰۰۰  | ۱۹٫۰۰۰  | ۹٫۰۰۰   | ۸۷٫۰۰۰  | ۱۷٫۲۹۲   |
| ۱۱   | ۷    | ۴–      | سویا            | اسپانیا  | ۲۳٫۰۰۰  | ۱۹٫۰۰۰  | ۲۱٫۰۰۰  | ۱۳٫۰۰۰  | ۱۰٫۰۰۰  | ۸۶٫۰۰۰  | ۱۹٫۵۴۲   |
| ۱۲   | ۱۷   | ۵+      | تاتنهام         | انگلیس   | ۱۲٫۰۰۰  | ۱۰٫۰۰۰  | ۲۱٫۰۰۰  | ۲۶٫۰۰۰  | ۱۶٫۰۰۰  | ۸۵٫۰۰۰  | ۱۷٫۲۹۲   |
| ۱۳   | ۱۲   | ۱–      | چلسی            | انگلیس   | ۱۸٫۰۰۰  | ۰٫۰۰۰۱  | ۱۸٫۰۰۰  | ۳۰٫۰۰۰  | ۱۷٫۰۰۰  | ۸۳٫۰۰۰  | ۱۷٫۲۹۲   |
| ۱۳   | ۱۳   | —       | بروسیا دورتموند | آلمان    | ۱۷٫۰۰۰  | ۲۲٫۰۰۰  | ۱۰٫۰۰۰  | ۱۸٫۰۰۰  | ۱۶٫۰۰۰  | ۸۳٫۰۰۰  | ۱۳٫۶۹۹   |
| ۱۵   | ۱۵   | —       | ناپولی          | ایتالیا  | ۱۳٫۰۰۰  | ۱۷٫۰۰۰  | ۱۰٫۰۰۰  | ۱۸٫۰۰۰  | ۱۸٫۰۰۰  | ۷۶٫۰۰۰  | ۱۳٫۳۰۲   |
| ۱۵   | ۱۴   | ۱–      | رم              | ایتالیا  | ۱۴٫۰۰۰  | ۱۳٫۰۰۰  | ۲۵٫۰۰۰  | ۱۷٫۰۰۰  | ۷٫۰۰۰   | ۷۶٫۰۰۰  | ۱۳٫۳۰۲   |
| ۱۷   | ۲۷   | ۱۰+     | لیون            | فرانسه   | ۷٫۰۰۰   | ۲۲٫۰۰۰  | ۱۴٫۰۰۰  | ۱۷٫۰۰۰  | ۱۵٫۰۰۰  | ۷۵٫۰۰۰  | ۱۱٫۲۱۶   |
| ۱۷   | ۱۰   | ۷–      | پورتو           | پرتغال   | ۱۱٫۰۰۰  | ۱۷٫۰۰۰  | ۱۷٫۰۰۰  | ۲۳٫۰۰۰  | ۷٫۰۰۰   | ۷۵٫۰۰۰  | ۹٫۷۶۹    |
| ۱۹   | ۱۵   | ۴–      | شاختار دونتسک   | اوکراین  | ۲۰٫۰۰۰  | ۱۴٫۰۰۰  | ۱۹٫۰۰۰  | ۱۰٫۰۰۰  | ۹٫۰۰۰   | ۷۲٫۰۰۰  | ۶٫۷۰۰    |
| ۲۰   | ۲۱   | ۱+      | بنفیکا          | پرتغال   | ۲۲٫۰۰۰  | ۱۷٫۰۰۰  | ۴٫۰۰۰   | ۱۷٫۰۰۰  | ۹٫۰۰۰   | ۶۹٫۰۰۰  | ۹٫۷۶۹    |
| ۲۱   | ۲۰   | ۱–      | آژاکس           | هلند     | ۶٫۰۰۰   | ۲۲٫۰۰۰  | ۱٫۵۰۰   | ۲۷٫۰۰۰  | ۱۱٫۰۰۰  | ۶۷٫۵۰۰  | ۷٫۰۳۰    |
| ۲۲   | ۱۹   | ۳–      | زنیت            | روسیه    | ۱۹٫۰۰۰  | ۱۲٫۰۰۰  | ۱۴٫۰۰۰  | ۱۰٫۰۰۰  | ۹٫۰۰۰   | ۶۴٫۰۰۰  | ۹٫۱۰۹    |
| ۲۳   | ۲۱   | ۲–      | ویارئال         | اسپانیا  | ۲۳٫۰۰۰  | ۹٫۰۰۰   | ۸٫۰۰۰   | ۱۶٫۰۰۰  | ۰٫۰۰۰۱  | ۵۶٫۰۰۰  | ۱۹٫۵۴۲   |
| ۲۴   | ۲۳   | ۱–      | دینامو کی‌یف     | اوکراین  | ۱۸٫۰۰۰  | ۸٫۰۰۰   | ۱۲٫۰۰۰  | ۱۱٫۰۰۰  | ۶٫۰۰۰   | ۵۵٫۰۰۰  | ۶٫۷۰۰    |
| ۲۵   | ۳۹   | ۱۴+     | والنسیا         | اسپانیا  | ۱۴٫۰۰۰  | ۰٫۰۰۰۱  | ۰٫۰۰۰۱  | ۲۳٫۰۰۰  | ۱۷٫۰۰۰  | ۵۴٫۰۰۰  | ۱۹٫۵۴۲   |
| ۲۵   | ۲۵   | ۱+      | بشیکتاش         | ترکیه    | ۷٫۰۰۰   | ۲۰٫۰۰۰  | ۱۹٫۰۰۰  | ۵٫۰۰۰   | ۳٫۰۰۰   | ۵۴٫۰۰۰  | ۶٫۵۶۰    |

۱ در آن فصل از مسابقات اروپایی شرکت نکرد.